# Чернобаевка (Харьковская область)
Чернобаевка (укр. Чорнобаївка), село, 
Бугаевский сельский совет,
Изюмский район,
Харьковская область.
Код КОАТУУ — 6322882007. Население по переписи 2001 года составляет 61 (31/30 м/ж) человек.

## Географическое положение
Село Чернобаевка находится на расстоянии в 5,5 км от села Бугаевка.
В селе есть пруд.

## Экономика
- Молочно-товарная ферма.

## Достопримечательности
- Братская могила советских воинов и памятный знак воинам-односельчанам. Похоронено 20 воинов.

## Известные люди
- Юрий Вухналь (Ковтун Иван Дмитриевич, 1906—1937) — украинский писатель.